# Суха (Шкофја Лока)
Суха (словен. Suha) је насељено место у општини Шкофја Лока, Горењска регија, Словенија.

## Историја
До територијалне реорганизације у Словенији била је у саставу старе општине Шкофја Лока.

## Становништво
У попису становништва из 2011. године, Суха је имала 144 становника.
| Број становника према пописима | Број становника према пописима | Број становника према пописима |
| ------------------------------ | ------------------------------ | ------------------------------ |
| 1991                           | 2002                           | 2011                           |
| 132                            | 158                            | 144                            |

Напомена: Године 1984. и 1985. умањено за делове насеља који су припојени насељу Шкофја Лока.